# Canton de Vézelay
Le canton de Vézelay est un ancien canton français du département de l'Yonne.

## Composition
Le canton de Vézelay réunissait 18 communes :
| Nom                   | Code Insee | Intercommunalité              | Superficie (km2) | Population (dernière pop. légale) | Densité (hab./km2) |
| --------------------- | ---------- | ----------------------------- | ---------------- | --------------------------------- | ------------------ |
| Asnières-sous-Bois    | 89020      | CC Avallon - Vézelay - Morvan | 17,95            | 135 (2014)                        | 7,5                |
| Asquins               | 89021      | CC Avallon - Vézelay - Morvan | 21,60            | 296 (2014)                        | 14                 |
| Blannay               | 89044      | CC Avallon - Vézelay - Morvan | 7,26             | 121 (2014)                        | 17                 |
| Brosses               | 89057      | CC Avallon - Vézelay - Morvan | 19,97            | 312 (2014)                        | 16                 |
| Chamoux               | 89071      | CC Avallon - Vézelay - Morvan | 6,93             | 95 (2014)                         | 14                 |
| Châtel-Censoir        | 89091      | CC Avallon - Vézelay - Morvan | 24,62            | 644 (2014)                        | 26                 |
| Domecy-sur-Cure       | 89145      | CC Avallon - Vézelay - Morvan | 20,57            | 407 (2014)                        | 20                 |
| Foissy-lès-Vézelay    | 89170      | CC Avallon - Vézelay - Morvan | 5,53             | 137 (2014)                        | 25                 |
| Fontenay-près-Vézelay | 89176      | CC Avallon - Vézelay - Morvan | 15,48            | 137 (2014)                        | 8,9                |
| Givry                 | 89190      | CC Avallon - Vézelay - Morvan | 8,43             | 179 (2014)                        | 21                 |
| Lichères-sur-Yonne    | 89225      | CC Avallon - Vézelay - Morvan | 14,31            | 56 (2014)                         | 3,9                |
| Montillot             | 89266      | CC Avallon - Vézelay - Morvan | 22,45            | 279 (2014)                        | 12                 |
| Pierre-Perthuis       | 89297      | CC Avallon - Vézelay - Morvan | 7,34             | 133 (2014)                        | 18                 |
| Saint-Moré            | 89362      | CC Avallon - Vézelay - Morvan | 11,98            | 177 (2014)                        | 15                 |
| Saint-Père            | 89364      | CC Avallon - Vézelay - Morvan | 15,28            | 320 (2014)                        | 21                 |
| Tharoiseau            | 89409      | CC Avallon - Vézelay - Morvan | 3,43             | 63 (2014)                         | 18                 |
| Vézelay               | 89446      | CC Avallon - Vézelay - Morvan | 21,83            | 435 (2014)                        | 20                 |
| Voutenay-sur-Cure     | 89485      | CC Avallon - Vézelay - Morvan | 10,04            | 220 (2014)                        | 22                 |

## Représentation

### conseillers généraux de 1833 à 2015
| Période         | Période          | Identité                                        | Étiquette             | Qualité |
| --------------- | ---------------- | ----------------------------------------------- | --------------------- | --- |
| 1833            | 1836             | Alfred Delaloge                                 |                       | Rentier à Châtel-Censoir Ancien notaire à Vézelay |
| 1836            | 1871             | Louis Flandin (1800-1872)                       |                       | Avocat général à Poitiers puis Conseiller à la Cour Impériale de Paris Propriétaire à Saint-Père |
| 1871            | 1887 (décès)     | Charles Flandin (1803-1887) (fils du précédent) |                       | Docteur-médecin Maire de Domecy-sur-Cure |
| 1887            | 1888 (démission) | Étienne Flandin (fils de Charles Flandin)       | Républicain           | Docteur en droit, Haut magistrat, propriétaire à Domecy-sur-Cure |
| 1888            | 1893 (décès)     | Henri de Châteauvieux                           | Républicain           | Maire de Blannay |
| 1893            | 1922 (décès)     | Étienne Flandin                                 | UR                    | Docteur en droit, Haut magistrat, propriétaire à Domecy-sur-Cure Député de l'Yonne (1893-1898 et 1902-1909 Sénateur de l'Inde française (1909-1922) Résident général de France en Tunisie (1918-1921)                                                                       |
| 1922            | 1940             | Pierre-Étienne Flandin (fils du précédent)      | AD-RG                 | Propriétaire à Domecy-sur-Cure Sous Secrétaire-d'État (1920-1921) Ministre (1924, 1929-1932, 1934-1935, 1936 et 1940-1941) Vice-Président du Conseil (1940-1941) Député (1914-1942)                                                                                         |
|                 |                  |                                                 |                       | |
| 1945            | 1955             | Charles-Etienne Flandin                         | Républicain Radical   | Professeur de médecine |
| 1955            | 1958 (décès)     | Pierre-Étienne Flandin                          | DVD                   | Ancien Ministre, Ancien Député |
| 20 juillet 1958 | 1992             | Paul Flandin (fils de Charles-Etienne Flandin)  | DVD puis UDF puis DVD | Vice-Président du Syndicat général d'importateurs de filatures, corderies, tissages textiles, tréfileries et câbleries métalliques Maire de Domecy-sur-Cure (1953-1971) Fondateur du Parc National du Morvan                                                                |
| 1992            | 2015             | André Villiers                                  | DVD puis NC (UDI)     | Agriculteur - Sénateur (2009-2012) Maire de Vézelay (2008-2011) Président de la communauté de communes du Vézelien (2009-2014) Maire de Pierre-Perthuis (2001-2008) Président du Conseil général puis départemental (2011-2017) Elu en 2015 dans le Canton de Joux-la-Ville |

### Conseillers d'arrondissement (de 1833 à 1940)
Le canton de Vézelay avait deux conseillers d'arrondissement.
| Période                                  | Période      | Identité                          | Étiquette   | Qualité |
| ---------------------------------------- | ------------ | --------------------------------- | ----------- | --- |
| 1833                                     | 1848         | Albert Marie Lefebvre Nailly      |             | Maire de Saint-Moré                                                                                         |
| 1833                                     | 1836         | Guillaume Louis Vildé (1784-1849) |             | Avocat à la Cour de Cassation, propriétaire à Vézelay                                                       |
| 1836                                     | 1848         | Edmond Cotteau-Montauré           |             | Maire de Châtel-Censoir (1830-1870)                                                                         |
| 1848                                     | 1852         | Henri Destut d'Assay              |             | Propriétaire à Tharoiseau                                                                                   |
| 1848                                     | 1870         | M. Régnault                       |             | Propriétaire, juge de paix, Président du Secours mutuel à Vézelay                                           |
| 1852                                     | 1870         | Edmond Cotteau-Montauré           |             | Propriétaire, maire de Châtel-Censoir                                                                       |
| 1870                                     | 1886         | Jean-Baptiste Dellac              |             | Maire de Vézelay, suppléant du juge de paix                                                                 |
| 1870                                     | 1874         | Louis-Charles Moiron              |             | Propriétaire à Givry                                                                                        |
| 1874                                     | 1880         | François Milandre (1816-1895)     |             | Ancien notaire, Châtel-Censoir                                                                              |
| 1880                                     | 1886         | Pierre Paul Jules Lefranc         |             | Notaire à Châtel-Censoir                                                                                    |
| 1886                                     | 1892         | M. Dicquemart                     |             | Greffier de la justice de paix à Vézelay                                                                    |
| 1886                                     | 1892         | M. Perreau                        |             | Propriétaire à Asquins                                                                                      |
| 1892                                     | 1895         | Élie Coulbois                     |             | Propriétaire, maire de Saint-Moré, suppléant du juge de paix                                                |
| 1892                                     | 1895         | Charles Félix Roubier             |             | Notaire à Vézelay                                                                                           |
| 1895                                     | 1901         | Pierre-Lazare Tissier             | Républicain | Viticulteur, bûcheron, marchand de vin à Bercy, propriétaire à Brosses                                      |
| 1895                                     | 1901         | Claude Guilloux                   | Libéral     | Propriétaire à Montillot                                                                                    |
| 1901                                     | 1913         | Jean-Baptiste Dellac              | Républicain | Propriétaire agriculteur à Vézelay                                                                          |
| 1901                                     | 1913         | Paul Théophile Bazin              | Libéral     | Propriétaire à Châtel-Censoir, Président du Conseil d'arrondissement                                        |
| 1913                                     | 1922 (décès) | Léon Roché (1854-1922)            |             | Médecin de la compagnie PLM, propriétaire à Châtel-Censoir                                                  |
| 1913                                     | 1935 (décès) | Louis Philibert Marcelot          |             | Maire de Saint-Père                                                                                         |
| 1922                                     | 1937         | Paul Lachaume                     | Radical     | Maire de Châtel-Censoir                                                                                     |
| 7 avr. 1935                              | 1937         | M. Mary Gaillot                   | Radical     | Aubergiste, adjoint au maire de Saint-Père                                                                  |
| 1937                                     | 1940         | Louis Monot (1894-1977)           | Droite      | Exploitant agricole, maire de Foissy-lès-Vézelay                                                            |
| 1937                                     | 1940         | Théophile Gabreau (1875-1946)     | PAPF        | Exploitant agricole, maire de Chamoux                                                                       |
| 1940                                     |              |                                   |             | Les conseils d'arrondissement ont été suspendus par la loi du 12 octobre 1940 et n'ont jamais été réactivés |
| Les données manquantes sont à compléter. |              |                                   |             | |

Le canton est supprimé par le redécoupage cantonal de 2014.

## Démographie
| 1962  | 1968  | 1975  | 1982  | 1990  | 1999  | 2006  | 2011  | 2012  |
| ----- | ----- | ----- | ----- | ----- | ----- | ----- | ----- | ----- |
| 4 895 | 4 783 | 4 329 | 4 382 | 4 248 | 4 277 | 4 270 | 4 285 | 4 251 |